# Obodas I
Obodas I (en árabe: عبيدة‎: عبيدة Ubaidah) fue rey de los nabateos de 96 a. C. a 85 a. C.
Fue el sucesor de Aretas II, de quien heredó la guerra con el reino asmoneo. Los derrotó alrededor de 93 a. C. en los Altos del Golán. Entonces preparó un ataque por sorpresa contra Alejandro Janneo cerca de Gadara, al este del Mar de Galilea. Por medio de su caballería de camellos, forzó a Janneo a meterse en un valle, donde comsumó la celada, consiguiendo así desquitarse por la pérdida nabatea de Gaza.
Moab y Gilead, dos montañas al este del Mar Muerto y el río Jordán, fueron devueltas.
Alrededor de 86 a. C., el gobernante seléucida, Antíoco XII Dioniso invadió Nabatea. Antíoco y Obodas resultaron muertos, pero los invasores fueron derrotados, y el Imperio nabateo se salvó.
Obodas fue enterrado en el Néguev, en un sitio que fue rebautizado en su honor como Avdat. Después de su muerte, Obodas fue adorado como deidad. Fue sucedido por su hijo Aretas III.